# Jamshedpur
Jamsehdpur pronunciationⓘ (जमशेदपूर trong tiếng Devanagari) là một thành phố ở bang Jharkand ở Ấn Độ, được thành lập bởi Jamshedji Nusserwanji Tata quá cố với tên gọi Sakchi. Tọa lạc ở quận Đông Singhbhum của Jharkhand trên cao nguyên Chota Nagpur, Jamshedpur được bao quanh bởi Đồi Dalma xinh đẹp, và các con sông Subarnrekha giáp giới thành phố phía Bắc và Kharkai giáp giới thành phố về phía Tây.

## Tên gọi
Năm 1919 Lord Chelmsford đặt tên thành phố là Jamshedpur, để vinh danh người thành lập thành phố, người có ngày sinh là 3 tháng 3 được kỷ niệm làm Ngày Người sáng lập. J. N. Tata đã viết thư cho con trai mình là Dorabji Tata về cảnh mộng của mình về một thành phố vĩ đại ở khu vực. 
Jamshedpur có nickname là Thành phố Thép.
Thành phố này cũng được gọi là Tatanagar theo tên của nhà ga xe lửa của nó, hay được gọi đơn giản là 'Tata' chiểu theo sự hiện diện đáng kể của các công ty của Tata ở trong thành phố.

## Kinh tế
Jamshedpur là nơi có công ty Sắt Thép tư nhân đầu tiên của Ấn Độ, Tata Steel, và thường được gọi là "Tata" do sự hiện diện lớn của công ty này ở đây. Khu vực xung quanh giàu khoáng sản, bao gồm quặng sắt, than đá, măng gan và đá vôi. Một trong những khu vực này là Jamadoba, Noamundi và Tây Bokaro.
Đây là một thành phố công nghiệp hiện đại với ngành chính là sắt và thép, chế tạo xe tải, sản xuất thiếc tấm, xi măng và các ngành vừa và nhỏ quay xung quanh các sản phẩm này. Nhà máy lớn nhất là nhà máy của Tata Steel (xưa kia là TISCO), và nó nằm gần như ở trung tâm thành phố.
Các nhà máy lớn khác nằm ở thành phố này là Tata Motors (tên trước đây là Tata Engineering and Locomotive Company (TELCO)- và trước kia các đầu máy xe lửa đã từng được chế tạo tại đây do đó nó có tên như thế), các nhà máy này sản xuất các xe tải nặng và thiết bị ủi đất.
Tata Tinplate (xưa kia là Tinplate Co. of India Ltd.) sản xuất thiếc tấm. Ban đầu nó là một công ty Anh được xây ở Golmuri, sau đó được Tata tiếp quản.
Phần lớn các doanh nghiệp vừa và nhỏ nằm ngay bên ngoài Jamshedpur, ở Adityapur Industrial Estate.